# New Century Global Centre
Frente do edifício.
O New Century Global Center é um edifício multifuncional localizado na área de Tianfu em Chengdu na China. Com 100 metros de altura, 500 metros de comprimento, 400 de largura e uma área de mais 1,7 milhões de m² é o edifício mais largo do mundo.  Entre as suas instalações incluem: shopping centers, escritórios, restaurantes,14 cinemas IMAX, dois hotéis cinco estrelas, escolas e templos religiosos. também possui atrações como pista de patinação no gelo com dimensões olímpicas, um replica de um vila mediterrânea  e um parque aquático com praia artificial. 
Devido suas grandes dimensões muitas comparações são feitas entre o New Century Global Center e outras obras famosas pelo mundo. Possui uma área de 240 vezes maior que o estádio do Maracanã, três vezes áreas do Pentágono, 20 vezes a área do Ópera de Sydney e 4 vezes a área do Vaticano   

## Construção
Desenvolvido pelo Entertainment and Travel Group (ETG) do bilionário Deng Hong, cerca de 400.000 m2 do edifício são dedicados a compras.  Ele também abriga escritórios, salas de conferência, um complexo universitário, dois centros comerciais, hotéis, um cinema IMAX, uma "vila mediterrânea", um navio pirata e uma pista de patinação olímpica. 
A peça central do edifício é um parque aquático ("Paradise Island Water Park"), com uma praia artificial de 5.000 m2 (53.820 pés quadrados), onde uma grande tela de 150 por 40 m (492 por 131 pés) forma o horizonte para oferecer o nascer e o pôr do sol. À noite, um palco se estende sobre a piscina para shows. Foi construído um estande com vista para a piscina, com uma praça de alimentação e uma entrada embaixo, no nível do chão. 
O edifício está conectado à Linha 1 do metrô de Chengdu, de frente para o Chengdu Contemporary Arts Center, projetado pela arquiteta iraquiana-britânica Zaha Hadid.

## Polêmica
Embora partes da área comercial tenham sido inauguradas no início de 2013, o centro deveria ter sido formalmente inaugurado em março de 2013, quando sediou a conferência Global Fortune 500. No entanto, o empresário por trás do projeto, Deng Hong, foi preso por acusações de corrupção e, "devido ao potencial de humilhação política", a conferência foi transferida para o Shangri-La Hotel em Chengdu.

A abertura foi adiada para 22 de agosto de 2013, mas foi reduzida após a prisão de mais de 50 funcionários do governo local detidos em uma série de investigações sobrepostas.